# Jean Goss
Pour les articles homonymes, voir Goss.
Jean Goss est né à Caluire (Rhône) le 20 novembre 1912 et mort à Paris le 3 avril 1991. Il est un des témoins majeurs de la non-violence active évangélique dans le monde.

## Jeunesse et conversion
Fils d'un baryton d'opéra, qui perdit sa voix lors de la Première Guerre mondiale, Jean Goss dut exercer dès l'âge de 12 ans divers petits métiers à Paris avant d'entrer dans une compagnie de chemins de fer en 1937. À 15 ans, il s’engage dans le syndicalisme.
Il est mobilisé en 1939. La Seconde Guerre mondiale fait de lui un soldat plein de fougue, convaincu de combattre ce démon d’Hitler. Mais en pleine débâcle, au printemps 40, alors que le colonel de son régiment (il s'agit du colonel Dutrey) s’est suicidé et qu’il va devoir rendre les armes après s’être durement battu (il sera décoré pour sa bravoure), il vit une expérience bouleversante de l’amour de Dieu pour lui et pour toute l’humanité. La haine l’a quitté et il doit constater amèrement qu’il n’a pas tué Hitler mais des hommes comme lui, des pères de famille et des ouvriers qui n’avaient pas demandé cette boucherie.
De là va naître un engagement de toute une vie pour vivre et faire découvrir cet amour qui ne le quitte plus. Le camp de prisonniers où injustices et violences sont monnaie courante devient son premier lieu de témoignage. Il lui en coûte une condamnation à mort à laquelle il n’échappe que par l’intervention du chef du camp bouleversé par son témoignage de foi et qui décide, in extremis, de le cacher, au risque de sa propre vie, chez un pasteur allemand.

## Engagement pour la non-violence
À la Libération, il cherche à entrer en contact avec les catholiques et leurs responsables qu’il croit tous convaincus du respect absolu de la personne humaine et de la nécessité de ne plus faire la guerre. Il va jusqu’à forcer l’entrée du Saint-Office à Rome en 1950 pour rencontrer le cardinal Alfredo Ottaviani ! Excédés par sa fougue, des prêtres finissent par lui indiquer en 1948 l’existence de protestants qui partagent des idées de ce genre.
C’est ainsi qu’il rencontre le Mouvement international de la Réconciliation (MIR), auquel il adhère, et met un nom sur son idéal : la  non-violence évangélique. En 1948, il renvoie ses papiers militaires et ses décorations. Dans le même temps, il s’engage pour la reconnaissance de l’objection de conscience, la construction de logements sociaux et les luttes syndicales de la SNCF au point de devenir un des leaders parisiens de la grève de 1953 et de se faire exclure du syndicat pour jusqu’au-boutisme - comme il l’est à la même époque d’un congrès de Pax Christi ! Il participe alors à diverses rencontres de paix en Europe de l’Est (Budapest 1953, Varsovie 1956, Moscou 1957, Prague 1958).
En 1958, il épouse Hildegard Mayr et prend assez vite sa retraite anticipée des Chemins de fer. Leur vie est désormais au service de la justice et de la paix par la non-violence active. Ils sont à Rome en 1962 pour suivre le Concile Vatican II puis ils partent vivre quelque temps en Amérique latine, au Brésil (1964-1965) puis au Mexique (1970-1971). Ils organisent deux conférences continentales sur la non-violence (Montevideo 1966, Medellin 1974) d’où naissent le SERPAJ (Servizio Paz y justizia) dont le coordinateur, Adolfo Pérez Esquivel, reçoit le prix Nobel de la Paix en 1980. Ils collaborent alors avec Don Hélder Câmara, Mgr Leonidas Proaño, Dom Antonio Fragoso, Frédy Kunz.
Parallèlement, ils donnent des séminaires sur la non-violence dans divers pays touchés par la guerre ou la violence : Irlande du Nord (dès 1963), Balkans (dès 1972), Afrique australe (dès 1973), Liban (1974-1975 et 1980), Salvador (1979). Les années 1980 les entraînent en Asie : les Philippines (dès 1984), la Thaïlande, le Bangladesh, Hong Kong. C’est de ce continent que vint une des grandes joies de Jean : la Révolution non-violente des Philippines en 1986 qu’il a préparée et accompagnée.
Les dernières années de sa vie, il entendit l’appel pressant de l’Afrique centrale. En 1990, il se rendit au Zaïre et, une nuit d’avril 1991, alors qu'il devait partir le lendemain matin pour Madagascar, il s'éteignit dans son sommeil.
Il a été pendant des années, avec son épouse Hildegard, membre du conseil international du MIR puis son vice-président.
Jean Goss a prêché à temps et à contre temps cette non-violence évangélique, jusqu’au bout de ses forces. Sa grande souffrance était de voir son Église et les autres Églises chrétiennes si hésitantes à la prêcher à leur tour. Il a pris beaucoup de temps pour dialoguer avec leurs responsables et une de ses grandes fiertés a été le séminaire sur la non-violence qu’il avait organisé pour les évêques d’Amérique latine à Bogota en 1977. Exceptionnel éveilleur de consciences, Jean Goss a conduit à la non-violence bien des témoins actuels.

## Postérité
De nombreuses personnes et associations se réclament de sa paternité spirituelle. Quelques exemples : Alfred Bour, formé à son école, a fondé au Rwanda une école de non-violence. Le Mouvement International de la Réconciliation, spécialement les branches française et suisse continuent à s'inspirer de lui. En Belgique francophone, l'association Sortir de la violence se réclame également de lui. Il a inspiré l'outil "la roue du changement de regard", base de plusieurs livres.

## Distinctions
- 1976 - Prix de la paix Xirinacs (Pax Christi Espagne)
- 1979 - Prix des Droits de l'Homme Dr Bruno Kreisky (Autriche)
- 1986 - Prix Pape Paul VI éducateur à la paix (Pax Christi USA)
- 1990 - Prix Justicia y Paz a los valores humanos (Commission Justice et Paix Espagne)

## Publications
- Jean Goss, Hildegard Goss-Mayr et le MIR : Une autre révolution: violence des non-violents, Paris, Ed. Cerf, 1969, 185 p.
- Jean Goss, Hildegard Goss-Mayr et Jean Lasserre : Une révolution pour tous les hommes, Toulouse : Centre d'Information pour l'ouverture au tiers-monde, 1969, 55 p.
- Jean Goss et Hildegard Goss-Mayr : Évangile et luttes pour la paix : séminaire d'entrainement à la non-violence évangélique et ses méthodes d'engagement, Paris, Les Bergers et les Mages, 1989, 98 p.
- Jean Goss, témoin de la non-violence, Paris, MIR, 1993.